# Daniel MacDonald
Daniel MacDonald   (Toronto, 1909 - Toronto, 10 d'octubre de 1979) va ser un lluitador canadenc, especialista en lluita lliure, que va competir durant les dècades de 1920 i 1930.
El 1928 va prendre part en els Jocs Olímpics d'Estiu d'Amsterdam, on fou sisè en la competició del pes ploma del programa de lluita lliure. Quatre anys més tard, als Jocs de Los Angeles, guanyà la medalla de plata en la competició del pes wèlter del programa de lluita lliure. En el seu palmarès també destaquen dos campionats nacionals.